# تشبع الامتصاص
تشبع الامتصاص خاصية للمواد التي يتناقص امتصاصها الضوء كلما اشتد الضوء. ومعظم المواد لها شيء من هذه الخاصية، ولكن لا تقوى إلا عند بلوغ شدة بصرية عالية جدا.